# Сакураїїт
Сакураїїт (рос. сакураиит; англ. sakuraite; нім. Sakurait) —
- 1) Мінерал, сульфід міді, цинку, заліза, індію та олова.

За прізв. япон. мінералога-аматора К.Сакураї (K.Sakurai), A.Kato, 1965.

## Загальний опис
Хімічна формула: (Cu, Zn, Fe)3 (In, Sn) S4 при In > Sn. Домішки Ag. Сингонія тетрагональна. Утворює зерна в станіні, як продукт розпаду твердого розчину. Густина 4,45. Твердість 4. Колір зеленувато-сталево-сірий. Блиск металічний. Риса свинцево-сіра з зеленуватим відтінком. Ізотропний.
У відбитому світлі червонувато-зеленувато-сірий. Риса свинцево-сіра з зеленуватим відтінком. Майже ізотропний. Непрозорий. Травиться в концентрованій HNO3. Супутні мінерали: станін, сфалерит, халькопірит, каситерит, матильдит. Спостерігається у полірованих шліфах у вигляді включень у станіні з родов. Ікуно, префектура Хіого (Японія).
- 2) Різновид станіну.